# Chariesthes trivitticollis
Chariesthes trivitticollis är en skalbaggsart som beskrevs av Stefan von Breuning 1977. Chariesthes trivitticollis ingår i släktet Chariesthes och familjen långhorningar. Inga underarter finns listade i Catalogue of Life.